# Scotomyces
Scotomyces é um gênero de fungo pertencente à família Ceratobasidiaceae.

## Espécies
|            | Rhizoctonia                               |
|            |                                           |
|            | Ceratorhiza                               |
|            |                                           |
| Scotomyces | \| \| Scotomyces subviolaceus \| \| \| \| |
|            | \| \| Scotomyces subviolaceus \| \| \| \| |
|            | Ceratobasidium                            |
|            |                                           |
|            | Thanatephorus                             |
|            |                                           |
|            | Moniliopsis                               |
|            |                                           |
|            | Ceratoporia                               |
|            |                                           |
|            | Cejpomyces                                |
|            |                                           |
|            | Scotomyces subviolaceus                   |
|            |                                           |

|  | Scotomyces subviolaceus |
|  |                         |